# Stations of the Crass
Stations of the Crass è il secondo LP dei Crass, pubblicato nel 1979.
La prima stampa dell'album era un doppio 12" EP, uno studio ed un altro contenente un live registrato al pub "Pied Bull" di Islington, Londra il 7 agosto del 1979.
Il titolo si riferisce all'attività dei Crass condotta in quegli anni di riempire le pareti delle stazioni della metropolitana di Londra con i loro graffiti.

## Formazione
- Steve Ignorant: Voce.
- Eve Libertine: Voce.
- Joy De Vivre: Voce.
- N.A. Palmer: Chitarra.
- Penny Rimbaud: Batteria.
- Phil Free: Chitarra.
- Pete Wright: Basso e Voce.
- Gee Vaucher: Pianoforte e Artwork.

## Tracce

### Album studio
1. Mother-Earth
2. White Punks On Hope
3. You've Got Big Hands
4. Darling
5. System
6. Big Man, Big M.A.N.
7. Hurry Up Garry
8. Fun Going On
9. Crutch Of Society
10. Heard Too Much About
11. Chairman Of The Bored
12. Tired
13. Walls
14. Upright Citizen
15. The Gasman Cometh
16. Demo(N)Crats
17. Contaminational Power
18. Time Out
19. I Ain't Thick, It's Just A Trick

### Live 7 agosto del 1979
1. System
2. Big Man, Big M.A.N.
3. Banned From the Roxy
4. Hurry Up Garry
5. Time Out
6. They've Got a Bomb
7. Fight War, Not Wars
8. Women
9. Shaved Women
10. You Pay
11. Heard Too Much About
12. Angels
13. What a Shame
14. So What
15. G's Song
16. Do They Owe Us a Living?
17. Punk Is Dead